# Simonffy Katalin
Simonffy Katalin (Torda, 1949. november 26. –) erdélyi magyar televíziós szerkesztő, rendező, H. Szabó Gyula felesége.

## Életútja
Középiskoláit szülővárosában végezte, a kolozsvári Gheorghe Dima Zeneművészeti Főiskola muzikológia szakán szerzett diplomát 1973-ban. Pályáját az RTV bukaresti magyar szerkesztőségében kezdte, ahol zenei szerkesztőként és rendezőként dolgozott (1974–85). A magyar adások megszüntetése után a Bukaresti Rádió magyar szerkesztőségében a zenei főosztály szerkesztője (1985–89). Az 1989-ben újjászervezett RTV magyar adásának alapító tagja, 1990-től nyugdíjazásáig (2008) főszerkesztő-helyettese, közben 2004-től a marosvásárhelyi Színművészeti Egyetemen a teatrológián és az általa kezdeményezett televíziós mesterkurzuson előadó. A marosvásárhelyi Téka Rotary Klubnak jelenleg soros elnöke.

## Munkássága
Első írása a kolozsvári Igazságban jelent meg 1971-ben. A Román Televízió magyar adásának műsoraiban dokumentumfilm-sorozatok, portréfilmek, filmesszék, emlékműsorok szerzője:
- Bölcsődaltól siratóig.
- Mezőségi folklór, 1974–81;
- Bel canto két szólamra. Portréfilm Rónai Antalról, 1976;
- A szarvasokká vált vadászfiak. 1992;
- Az üzenethozó. Benedek Elek-emlékműsor, 1993;
- Elfelejtett nagy elődök. Id. Zeyk Imre, 1994;
- Il Maestro. Portréfilm Simon Katalin és Fogel László operaénekesekről. 1997;
- Kárpát-medencei húsvétolás. 2001)
- Képnyelv – szónyelv. Szemiotikai modell tévéműfajok elemzésére; Kriterion–Magyar Újságírók Romániai Egyesülete, Kolozsvár–Marosvásárhely, 2010 (MÚRE kézikönyvek)
- A mi Magyar Adásunk. 1969-1985; szerk. Józsa Erika, Simonffy Katalin, Tomcsányi Mária; Kriterion, Kolozsvár, 2014 + CD

Társszerkesztője volt a Kaláka-rendezvényekről készített filmsorozatnak (1978–81). Zenei őrjárat címmel zenepublicisztikai sorozatot szerkesztett. Szerzője a Nyaralók a századelőn c. zenés szórakoztató műsornak (1991). Ankétsorozatot készített Zilah főterének lerombolásáról (Átrajzolt történelem. 1993). Szerkesztette az Életmód c. rovatot, dokumentumösszeállítást készített a román televízió magyar adásának 25 évéről (Visszajátszás. 1994), majd harmincéves tevékenységéről (Harminc év. 1999). 1999-től a Nyílt tér c. politikai, társadalmi, gazdasági rovat szerkesztője.
Zenekritikai írásokat közölt a Korunk, A Hét, Művelődés, Igazság, Dolgozó Nő hasábjain. Fordította és jegyzetelte (H. Szabó Gyulával közösen) Iosif Sava Euterpé vonzásában. Arcképvázlatok a román zene világából c. kötetét (Bukarest, 1987).

## Díjak, elismerések
Elnyerte a Román Filmszövetség (ACIN, 1976), a Professzionista Televíziósok Egyesülete (APTV, 1992, 1998) díját, az Arany Prága-díjat (1992) és az MTV Magyar Ház-díját (2000); a Pro Minoritate-díjat (2001), a MÚRE (2001), az MTV (2003), a Szárhegyi Művelődési Központ (2005) különdíját; 2008-ban a Sinfest neki ítélte a legjobb forgatókönyv díját.